# John Korsrud
John Korsrud ist ein kanadischer Komponist und Jazztrompeter.

## Biographie
Der in Vancouver lebende Korsrud studierte bis 1990 an der University of British Columbia und besuchte zwischen 1984 und 1994 regelmäßig Kurse am The Banff Centre. Von 1995 bis 1997 studierte er am Königlichen Konservatorium in Amsterdam Komposition bei Louis Andriessen.
Als Trompeter trat Korsrud u. a. in Berlin, Havana, Chicago, Lissabon, Amsterdam und Montreal und mit Musikern wie George Lewis, Butch Morris, Barry Guy, Kenny Wheeler, Han Bennink, dem NOW Orchestra, dem Vancouver Ensemble of Jazz Improvisation und dem Duke Ellington Orchestra (unter Leitung von Paul Ellington) auf.
Seit 1990 leitet er das Hard Ruber Orchestra, mit dem er in Europa und Kanada auftrat, zwei Alben aufnahm und 2005 den Alcan Arts Award gewann. Außerdem leitet er das Salsa/Latin-Jazz-Orchester Orquestra Goma Dura, mit dem bislang ein Album entstand. 
Als Komponist arbeitete Korsrud u. a. für das Vancouver Symphony Orchestra, das American Composers Orchestra, das Albany Symphony New Music Festival, das Turning Point Ensemble und für niederländische Ensembles wie die Gruppe LOOS, das Tetzepi Bigtet, das Zapp String Quartet und De Ereprijs. 
Für die Musik zum Film Heroines (2002) erhielt er den Leo Award und den Golden Sheaf Award und wurde für den Gemini Award nominiert. Einen weiteren Leo Award erhielt er für die Filmmusik zu Prisoners of Age. Weiterhin realisierte Korsrud multimediale Projekte wie The Elvis Cantatas (1994, 1996) in der St. Andrew's Wesley Church, The Ice Age: The World's First New Music Ice Show (2000) in der Kerrisdale Arena und Enter/Exit (2005) am Vancouver East Cultural Centre. Von der Elvis Cantata produzierte die CBC eine sechzigminütige Version unter dem Titel Cantata for the King.
2001 wurde Korsrud mit dem Joseph S. Stauffer Prize ausgezeichnet, 2003 erhielt er als zweiter Kanadier ein Stipendium der italienischen Civitella Ranieri Foundation. Zwischen 2005 und 2007 war er Composer in Residence am Banff Centre, außerdem unterrichtet er am Vancouver Community College und am Capilano College.

## Diskographie
- Odd Jobs, Assorted Climaxes, 1995–2001
- Hard Rubber Orchestra: Cruel Yet Fair, 1997
- Orquestra Goma Dura: Live, 2000
- Hard Rubber Orchestra: Rub Harder, 2001

## Multimediaprojekte
- Solstice, 1991
- The Elv1s Cantatas, 1994, 1996
- The Ice Age: The World's First New Music Ice Show, 2000
- Enter/Exit, 2005
- Drum & Light Festival, 2008, 2009 (2010)

## Kompositionen
- Stark Raving, 1994
- Zippy Pinhead, 1995
- Glurp, 1997
- VAP DIST für Sinfonieorchester, 2000
- Lather, 2002
- In a Flash für Sinfonieorchester, 2002
- Non Me Domabis, 2003
- Gershwin & Fire, 2003
- The Shadow of Your Smile, 2005
- Wood Eye für Sinfonieorchester, 2006
- Liquid, 2006
- Woosh, 2007
- Solid, 2007

## Filmmusiken
- Heroines, 2002
- Drawing Out the Demons, 2004
- Prisoners of Age, 2004
- Dark Pines, 2005
- Lottery on Ice, 2005
- (Post) Modern Times, 2006
- Fatherhood Dreams, 2007
- As Slow as Possible, 2008
- Miss Landmine, 2009